# Mizque

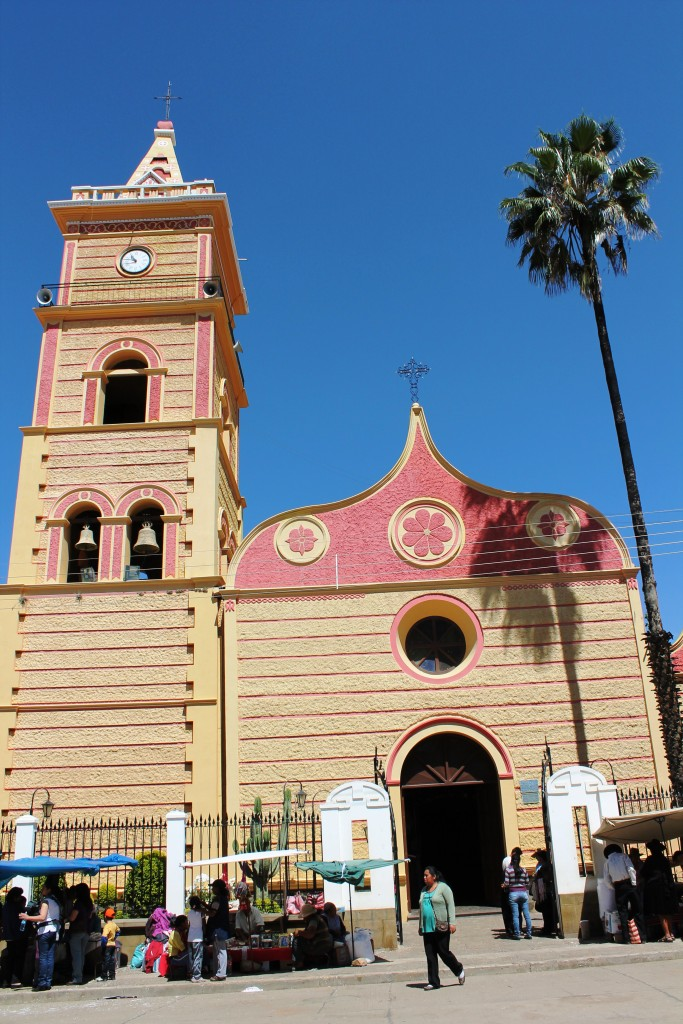
Igreja na praça central de Mizque.

Mizque é uma cidade da Bolívia, capital da província de Mizque, no departamento de Cochabamba. Está situada a 2.060 metros de altitude. No censo realizado em 2001, a cidade possuía 2.638 habitantes. Está localizada a 150 km de Cochabamba.
- latitude: 17° 55' 0 Sul
- longitude: 65° 19' 0 Oeste